# 瓦隆尼亞帝國大區
瓦隆尼亞帝國大區（德語：Reichsgau Wallonien）是成立於1944年的納粹德國的一個短命的帝国大区。它在其舊的省級邊界中包含了今天比利時的瓦隆尼亚，不包括科米讷-瓦尔讷通，但包括富倫。奧伊彭和莫雷斯内特也不在其中，因為這兩者在1940年法國戰役後都已併入德國本土。
當納粹德國於1944年12月15日吞併比利時和法國北部專員轄區時，計劃中的瓦隆尼亞帝國大區的任何部分都不受德國控制。在突出部戰役期間，比利時境內西線以東的所有領土（不包括巴斯托涅）都成為了瓦隆尼亞帝國大區的一部分。